# Театр импровизации
Театр импровизации — вид театра, спектакли которого создаются методом импровизации.
Театры импровизации были известны в народной среде уже в V в. до н. э. В отличие от драматических постановок, имевших проработанный сценарий и игравшихся в специально предназначенных для представления местах, уличные выступления разыгрывались актёрами без предварительной подготовки и имели лишь общую, как правило комическую и злободневную направленность. Одним из примеров такого театра может служить мим, лишь более ста лет спустя получивший литературное воплощение.
Традиции античного театра были унаследованы театром импровизации средневековья, в частности, комедией масок. Изжив себя к XIX веку, этот жанр пережил возрождение в эпоху модернизма: к театру импровизации как составной части синтетического театра обращались Всеволод Мейерхольд и Евгений Вахтангов, искусство импровизации развивали Жак Копо и Жан-Луи Барро.

## Исторические виды театра импровизации
- Мим — V век до н. э., Греция.
- Ателлана — II век до н. э., Кампанья.
- Комедия дель арте — XVI—XVIII века, Италия.